# 해강초등학교
해강초등학교(海江初等學校)는 대한민국 부산광역시 해운대구 우동에 있는 공립 초등학교다.

## 학교 연혁
- 1995년 9월 1일: 개교

## 참고 자료
- 해강초등학교 - 한국교육학술정보원 학교알리미